# Rue des Filles-du-Calvaire
Rue des Filles-du-Calvaire je ulice v Paříži v historické čtvrti Marais. Nachází se ve 3. obvodu.

## Poloha
Ulice vede od křižovatky s Rue de Turenne, Rue Froissart a Rue Vieille-du-Temple a končí na křižovatce s bulváry Filles-du-Calvaire a Temple.

## Historie
Ulice byla otevřena dne 7. srpna 1698 na pozemcích kláštera Filles-du-Calvaire, po kterém nese své jméno.

## Zajímavé objekty
- dům č. 9: v letech 1847–1855 zde žil sochař Jean-Baptiste Révillon (1819–1869) a jeho manželka Marie Pauline Ernestine Pasquier. V roce 1854 se jim zde narodil syn Ernest Auguste Révillon, který se stal posléze rovněž sochařem.